# Italo Formichella
Italo Formichella (Montegiordano, 25 gennaio 1893 – 3 marzo 1978) è stato un avvocato e politico italiano.
Già durante il ventennio, il suo nome era ben conosciuto nei piano alti del partito nazionale fascista. Formichella infatti è stato l'avvocato del principe nero Junio Valerio Borghese ed anche della famiglia Mussolini.
Dopo la fine della guerra, sedette in parlamento nella camera dei deputati, dopo essere subentrato come primo dei non eletti nelle file del MSI al dimissionario Enrico Endrich per la II legislatura.
A suo nome venne intitolato il primo circolo di Alleanza Nazionale.